# Darwinov tinamu
Darwinov tinamu (lat. Nothura darwinii) je vrsta ptice iz roda Nothura iz reda tinamuovki. Živi na pašnjacima na visokoj nadmorskoj visini u južnim Andama u Južnoj Americi. Ime je dobio po poznatom engleskom prirodoslovcu Charlesu Darwinu.

## Opis
Dug je oko 25-27 centimetara. Mužjak je težak 179-200 grama, a ženka je teška 215-255 grama. Jako je sličan pjegavom tinamuu. Gornji dijelovi su smeđi sa smećkasto-žutim prugama, a donji dijelovi imaju kestenjasto-smeđe pruge. Kukma je crna sa smećkasto-žutim prugama, a grlo je bijelo. 
Hrani se plodovima s tla ili niskih grmova. Također se hrani i malom količinom manjih beskralježnjaka i biljnih dijelova. Mužjak inkubira jaja koja mogu biti od čak četiri različite ženke. Inkubacija obično traje 2-3 tjedna.

## Taksonomija
Darwinov tinamu ima pet podvrsta. To su:
- N. darwinii darwinii, nominativna podvrsta, živi u patagonijskim stepama u južnom dijelu središnje Argentine.
- N. darwinii peruviana živi u južnom Peruu.
- N. darwinii agassizii živi u altiplanu jugoistočnog Perua i zapadne Bolivije.
- N. darwinii boliviana živi na visoravnima zapadne Bolivije.
- N. darwinii salvadorii živi u zapadnoj Argentini.

## Vanjske poveznice
|  | Zajednički poslužitelj ima još gradiva o temi Nothura darwinii |
|  | Wikivrste imaju podatke o taksonu Nothura darwinii             |